# Victor Masséna
Pour les articles homonymes, voir Masséna.
Victor Masséna, 3e duc de Rivoli et 5e prince d'Essling, né à Paris le 14 janvier 1836 et mort le 28 octobre 1910, à Paris, est un homme politique français, député des Alpes-Maritimes sous le Second Empire.
En 1898, il fait construire une grande villa de plaisance au bord de mer à Nice. Elle sera donnée par son fils André Prosper Victor Eugène Napoléon Masséna à la ville de Nice, qui y installe le musée Masséna. À la même époque, toujours à Nice, Victor Masséna fera également aménager une propriété d'agrément baptisée La Victorine qui, après sa mort sera vendue par son fils à deux producteurs Louis Nalpas et Serge Sandberg, qui y créeront les célèbres studios homonymes de cinéma.

## Biographie

### Famille

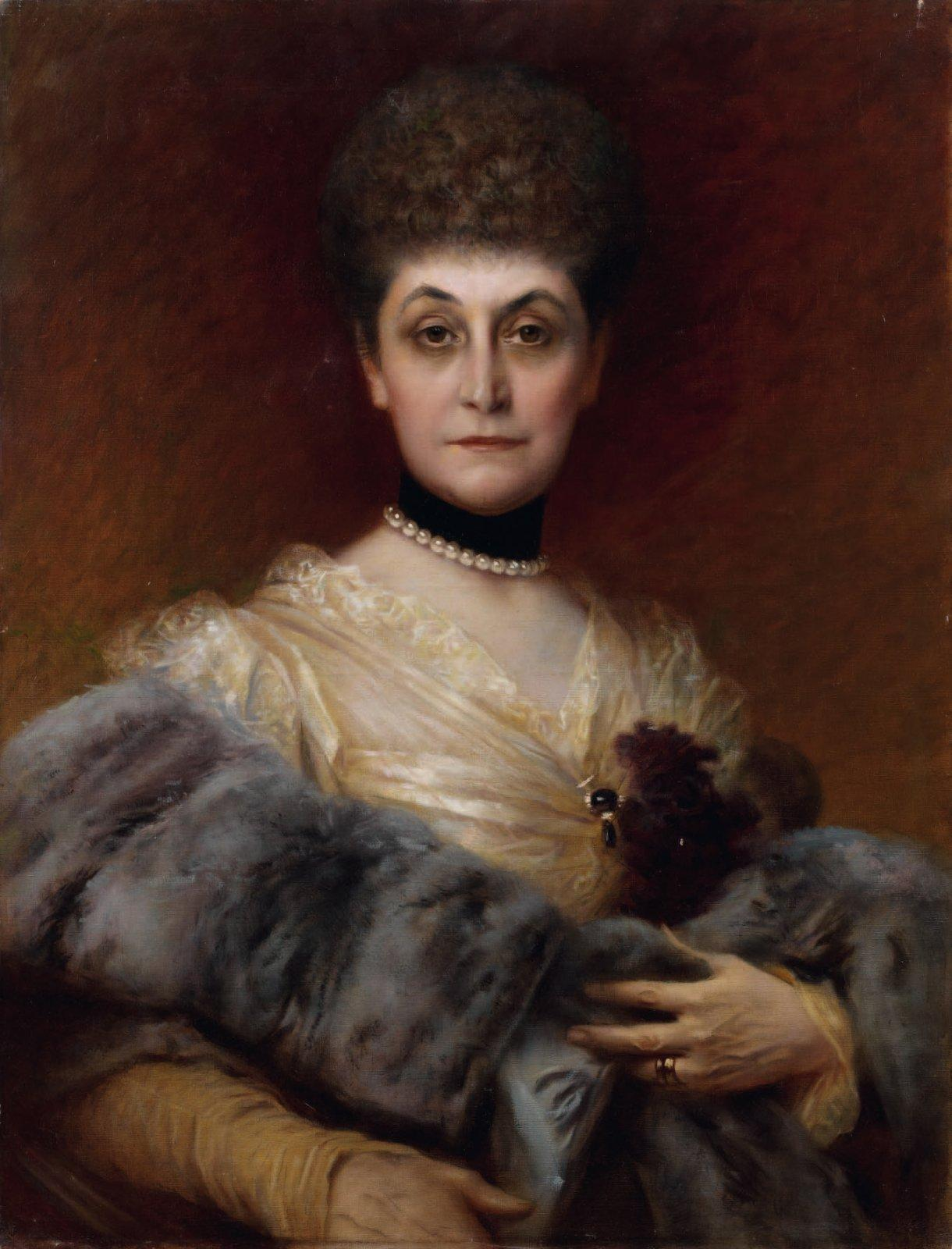
Édouard Rosset-Granger, Paule Heine, princesse d'Essling, 1902.

Fils de François Victor Masséna, prince d'Essling et duc de Rivoli, et d'Anne Debelle, grande maîtresse de la maison de l'Impératrice, petit-fils du maréchal André Masséna, il épouse les 14 et 18 octobre 1882 à Paris (8e arrondissement) Marguerite Laure Juliette dite Paule Heine-Furtado (Paris, 28 octobre 1847 - Bellagio, lac Como, 19 septembre 1903), fille naturelle de Paul Furtado-Fould et de Marie Julie Morel et fille adoptive de Carl Heine et de sa femme Cécile Furtado-Heine ou Furtado-Fould, veuve en 1881 de Michel-Aloys Ney, duc d'Elchingen. Ils ont : 
- Anne Victoire Andrée Masséna (Paris, 21 mars 1884 - Vernon, 4 octobre 1967), mariée à Paris civ. le 10 et rél. le 11 octobre 1904 avec Louis Joseph, comte Suchet, duc d'Albufera (Paris, 4 mai 1877 - Montgobert, 14 juin 1953)
- Victoire Laura Anne Gabrielle Masséna (Paris, 5 août 1888 - château de Marsan, 10 octobre 1918), mariée à Paris le 11 septembre 1907 avec Eugène Gérard Marie Joseph de Montesquiou-Fezensac, duc de Fezensac (Paris, 22 janvier 1875 - château de Marsan, 8 décembre 1939)
- André Prosper Victor Eugène Napoléon Masséna, 6e prince d'Essling, 4e duc de Rivoli (Paris, 7 juillet 1891 - Neuilly, 5 octobre 1974), marié la première fois à Paris civ. le 28 et rél. le 30 juillet 1934 (div. 1941) avec Marie-Antoinette Allez (Paris, 10 juillet 1913 - Bouzillé, 4 avril 1989), et marié la deuxième foix à Paris civ. le 12 et rél. le 15 juillet 1946 avec Gisèle Eliane Francine Marchand (Paris, 21 août 1908 - Paris, 13 juillet 1973), dont : 
  - Victor André Masséna, 7e prince d'Essling, 5e duc de Rivoli (Neuilly, 29 avril 1950), marié à Vibraye le 25 juillet 1996 avec Blanche Marie Slanie Béatrix d'Harcourt (Paris, 9 ou 10 avril 1957), dont : 
    - Charles Masséna (Neuilly, 16 mars 1999)

### Carrière
Après des études à Saint-Cyr, il devient officier, et est fait chevalier de la Légion d'honneur en juin 1859, mais démissionne en août 1862. Très riche, il est élu député dans la circonscription de Grasse (Alpes-Maritimes) en juin 1863, comme candidat officiel. Il siège dans la majorité dynastique, au centre droit. Réélu en mai 1869, il ne se représente pas aux élections législatives de février 1871.